# Edwin Raúl Vanegas Cuervo
Edwin Raúl Vanegas Cuervo (Bogotá, 21 de mayo de 1975) es un religioso católico, teólogo, formador y profesor colombiano. 
El 29 de junio de 2024 fue nombrado por el Papa Francisco como Obispo Auxiliar de Bogotá. Fue ordenado obispo el 3 de agosto de 2024 por el Card. Luis José Rueda Aparicio.

## Biografía
Nació el 21 de mayo de 1975, en la ciudad colombiana de Bogotá. 
Ordenado Presbítero el 4 de diciembre de 1999 por el Excmo. Señor Arzobispo Pedro Rubiano Sáenz, para el servicio de la Arquidiócesis de Bogotá. Especialización en Teología Fundamental (2009) de la Pontificia Universidad Gregoriana - Roma, Licenciado en Teología (2011) de la Universidad Pontificia Bolivariana y adelantó estudios doctorales en Teología (2015) en la Universidad Pontificia Comillas – Madrid. Idiomas: Alemán, Italiano y Francés.

### Sacerdocio
Se desempeñó como:
- Vicario Parroquial en Santa María, Madre de Jesús (1999).
 
- Párroco en San Juan Neumann (2000).

- Miembro del Equipo de Pastoral Vocacional Arquidiocesano (2005).

- Capellán de la comunidad latinoamericana en la Arquidiócesis de Viena (2006).

- Miembro del Equipo de Formadores del Seminario Mayor (2009).

- Coordinador Arquidiocesano de Diálogo Ecuménico e Interreligioso del Centro Estratégico de Anuncio, Formación de la Fe y Diálogo con la Cultura (2013).
 
- Formador del Seminario Mayor (2016).
 
- Animador del Equipo Arquidiocesano para la Formación Permanente del Clero.

-Miembro del Consejo Presbiteral.

-Rector del Seminario Mayor de Bogotá.
 
-Miembro del Consejo de Formadores del Diaconado Permanente de la Arquidiócesis de Bogotá (2018).

## Episcopado
El 29 de junio de 2024 fue nombrado por el Papa Francisco como Obispo auxiliar de Bogotá. Fue ordenado Obispo el 3 de agosto del 2024 y tomando posesión de su cargo.